# Tomita Shinya
Shinya Tomita (sinh ngày 8 tháng 5 năm 1980) là một cầu thủ bóng đá người Nhật Bản.

## Sự nghiệp câu lạc bộ
Shinya Tomita đã từng chơi cho Kyoto Purple Sanga.